# Karl von Offermann (1850–1908)
Karl von Offermann (8. ledna 1850 Brno – 30. června 1908 Baden) byl rakouský podnikatel a politik německé národnosti z Moravy, na počátku 20. století poslanec Říšské rady.

## Biografie
Jeho otcem byl podnikatel Karl von Offermann (1820–1894) a dědem Karl Offermann (1792–1869). Strýc Theodor Offermann (1822–1892) byl rovněž průmyslovým podnikatelem.
Karl von Offermann vystudoval práva a získal titul doktora práv. Krátce působil ve státní správě, pak si otevřel advokátní kancelář. Od roku 1894 se věnoval jako osobně ručící společník vedení rodinné textilní továrny v Brně, která měla v roce 1901 dvě stě mechanických přadel a přes pět set zaměstnanců. Podnik byl výrazně exportně orientován a později se změnil na komanditní společnost. Byl aktivní veřejně i politicky. Angažoval se v podpoře výstavby lokálních železničních tratí na Moravě. Byl členem brněnské obchodní a živnostenské komory.
Na počátku 20. století se krátce zapojil i do celostátní politiky. V doplňovacích volbách roku 1903 (poté co rezignoval poslanec Rudolf Auspitz) byl zvolen do Říšské rady (celostátní zákonodárný sbor) za kurii obchodních a živnostenských komor, obvod Brno. Nastoupil 4. března 1903. Již 9. prosince 1904 byla ale oznámena jeho rezignace na mandát. Uvádí se jako stoupenec Německé pokrokové strany.